# ファロー四徴症
ファロー四徴症（ファローしちょうしょう、Tetralogy of Fallot；TOF）とは、1672年にデンマーク人医師ニールス・ステンセンが提唱し、1888年、フランス人医師エティエンヌ・ルイ・アルチュール・ファローにより、チアノーゼを起こして全身の皮膚が青く（浅黒く）見えるBlue Baby（青色児）と呼ばれた子供の症例から報告された先天性心奇形の一種である。
ファローは当時「ブルー病」と呼ばれたチアノーゼを伴う心臓病の心臓について調べ、論文「ブルー病の解剖病理への貢献」でブルー病が「少数の完全に明確な心臓奇形の結果」で「74%は次の四徴を示す」とのちに彼の名をとってファロー四徴症と呼ばれるものをあげた。
- 肺動脈狭窄：肺動脈の入り口（漏斗部）が狭くなっている。（なお、肺動脈狭窄が閉鎖に至った場合は「極型ファロー四徴症」といわれる。）
- 大動脈騎乗:大動脈の起始が左右の心室にまたがっている。
- 心室中隔欠損:心室中隔に穴が開いている。
- 右心室肥大：右心室の心筋が厚くなる。

また、当時はチアノーゼの原因として心臓の中隔欠損によるという説があったが、ファローは中隔欠損だけではチアノーゼが起きないと指摘し、さらにこの奇形と思われる症例は18世紀以来少なくとも50例以上文献に記載されているとした。
ファローの四徴が一緒に起こる原因は発生の段階で肺動脈と大動脈の2つを分ける動脈幹円錐中隔が前方に偏位することで連鎖的に生じたもの（病態を参照）であるが、厳密には「四徴」のうち、この症例に特徴的なチアノーゼ症状を引き起こしている本質要素は肺動脈狭窄と心室中隔欠損である。

## 病態
循環器の発生において肺動脈と大動脈は最初は共通の動脈管として1つの脈管であるが、動脈管に隆起が生じそれが螺旋状に成長し動脈管中隔として2つの動脈を分ける、また心円錐でも左右を分ける円錐中隔が形成される。この2つの中隔が融合して動脈管円錐中隔として右室流出路と左室流出路を分ける。この中隔が前方に偏位したものがファロー四徴症である。動脈管円錐中隔の前方偏位により肺動脈が狭窄するとともに、その分だけ大動脈が拡張する（大動脈騎乗）。一方で動脈管円錐中隔が偏位のために心室側の洞部中隔が融合できないので心室中隔欠損を生じる。通常のアイゼンメンジャー化していない心室中隔欠損では左室圧の方が右室圧より高く、左右短絡（左右シャント）を生じ肺高血圧となるが、ファロー四徴症の場合は肺動脈狭窄があるために肺に血液が流れ込みにくく肺血流量は減少するとともに右室圧と左室圧が等しくなり、右左短絡（右左シャント）を生じ右心室からの静脈血が心室中隔欠損を通じて流れ込むのでチアノーゼが起きる。また、通常の心臓に比べると右室圧は高いので右室肥大を生じることになる。
（広義の）ファロー四徴症の約15％は22q11.2欠失症候群、約25％は右側大動脈弓（大動脈が正常と逆に右側に旋回して下降する）を合併し、また約15％は肺動脈閉鎖に至っている極型ファロー四徴症である。
なお、極型ファロー四徴症でない場合は出生時の右室流出路（肺動脈）狭窄は強くなく、心臓が発達するにつれ漏斗部の肥厚で狭窄が強くなるので生後数か月で徐々にチアノーゼが悪化していく。

正常の心臓
ファロー四徴症の心臓。(A)薄紫に示した肺動脈の狭窄。(B)大動脈の騎乗。(C)心室中隔欠損。(D)右室肥大。

## 臨床症状

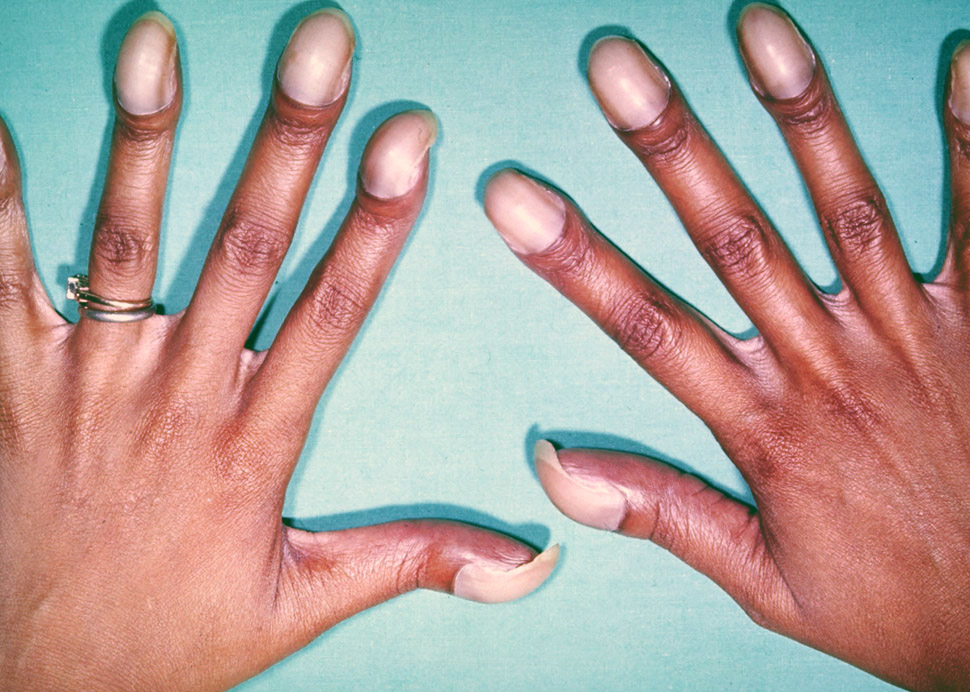
チアノーゼも呈しているファロー四徴症成人患者のばち指

- チアノーゼ

チアノーゼ出現の時期は重症度によって異なり、重症では出生直後、軽症では生後2・3か月、肺動脈狭窄が軽度の場合は右→左シャントが起こらずチアノーゼをきたさない場合もある（ピンクファロー）
- 太鼓バチ状指（ばち指）

チアノーゼによる慢性的な低酸素症で手指の変形が起きる
- （二次的）赤血球増加症

チアノーゼによる慢性的な低酸素症で起きる血中酸素濃度低下を補うために赤血球数が増加し（二次的）赤血球増加症が起きる。（長期にわたる組織の低酸素症を補うために、エリスロポエチンの産生が増加し、追加の酸素運搬赤血球も産生されるため。）
これによって血液粘性が極端に増加して血栓（血栓形成と脳卒中のリスク）が起きやすくなるうえ、赤血球数が多くてもヘマトクリット（MCV（Ht/RBC））が低下していれば生体にとっては貧血状態である。
- しゃがみこみ：呼吸困難

歩行時、あるいは運動後に胸に膝をあてるようにしてしゃがみこむ（蹲踞）。こうすることにより、末梢血管（特に下肢）の抵抗が大きくなるため、肺への血流量が増加してある程度楽になる。
- 感染性心内膜炎

ファロー四徴症に限ったことではないが、シャントにより血流ジェットが起きていると心内膜に傷がつきそこに細菌感染を起こしやすい。
- 奇異性塞栓症

右→左シャントがあるので静脈系の塞栓子（血栓など）がシャント経由で体循環に流れ込み、脳や腎臓・四肢の動脈をふさいで塞栓を起したり、脳の場合は脳膿瘍を起こすこともある。小児や若年成人でも脳梗塞を起こすことがある 。

## 診断
聴診では収縮期雑音がみとめられる。心電図では右軸変位、右室肥大を認める。心臓超音波検査で診断。

## 治療

### 薬物治療
- 低酸素発作時

酸素投与、輸液、塩酸モルヒネ（過換気を防ぐ目的）、重炭酸ナトリウム
- 発作予防

βブロッカー

### 根治手術
自然治癒はしないため、手術を要する。根治手術は以前はある程度の成長をまってしたが、現在では1-2歳前後の手術が一般である。
極型ファロー四徴症の場合は手術時期などが異なる場合があるのでそちらを参照。
- 姑息手術（緊急手術）

肺血流増加を目的としたブレイロク-タウシッグ（Blalock-Taussig）手術（本来は鎖骨下動脈と肺動脈を吻合するもの。バイパス血管をつけた変法もあり、どちらも肺血流を増加させる手術。）等を行い、根治手術まで持たせる。
- 根治手術（待機手術）

生後3か月以後に行える方法（実際は6か月以降が多い）心室中隔欠損孔閉鎖術、右室流出路再建術（⊂肺動脈弁温存手術）等を行う。
通常は肺動脈付近を縦に切開し、右室流出路再建術を行うが、この時肺動脈狭窄がどの程度かで心室中隔欠損孔閉鎖方法が異なり、肺動脈弁径が正常の-1SD以下（狭い）で右室流出路狭窄が長い場合は右室も少し切り開きそこからパッチ閉鎖を行い、逆に-1SD以上なら肺動脈弁の交連切開は肺動脈側だが心室中隔欠損孔は右房側を開いてそちらから行う（漏斗部の肥厚筋肉切除は状況に応じて肺動脈側でも右房側でも行われる）、その後肺動脈にもパッチを当てて拡大する。
まれに冠動脈の走行異常があり、右室流出路を横切る場合はここを切除できないので肺動脈側と右房側の双方から肥厚した異常筋束を切除し心室中隔欠損孔をパッチ閉鎖（この場合も右室切開は行わない）。そして肺動脈がｰ3SD以上の場合は右室・肺動脈を人工血管で結ぶラステリー手術を行うが後に再手術が必要になるのでこの時は人工血管を切除して後壁にできた繊維製の組織を利用し前壁は一弁つきパッチを縫着すると術後が良好。